# Notorious (album de Joan Jett)
Pour les articles homonymes, voir Notorious.
Albums de Joan Jett and the Blackhearts
The Hit List
(1990) Pure and Simple
(1994)
Notorious est le huitième album de Joan Jett and the Blackhearts sorti en 1991.

## Liste des chansons
| No  | Titre                                | Durée |
| --- | ------------------------------------ | ----- |
| 1.  | Backlash                             | 3:28  |
| 2.  | Ashes in the Wind                    | 4:22  |
| 3.  | The Only Good Thing                  | 4:27  |
| 4.  | Lie to Me                            | 4:30  |
| 5.  | Don't Surrender                      | 4:10  |
| 6.  | Goodbye                              | 4:00  |
| 7.  | Machismo                             | 4:13  |
| 8.  | Treadin' Water                       | 3:38  |
| 9.  | I Want You                           | 3:04  |
| 10. | Wait for Me                          |       |
| 11. | Misunderstood (piste bonus au Japon) | 3:56  |